# Saint-Ambroise (stacja metra)
Saint-Ambroise – stacja linii nr 9 metra  w Paryżu. Stacja znajduje się w 11. dzielnicy Paryża. Została otwarta 10 grudnia 1933 r.